# Germain Chardin
Germain Chardin, francoski veslač, * 15. maj 1983, Verdun.
Chardin je na Poletnih olimpijskih igrah 2008 v Pekingu za Francijo nastopil kot veslač četverca brez krmarja, ki je tam osvojil bronasto medaljo.